# Тодор Георгиев (актьор)
Вижте пояснителната страница за други личности с името Тодор Георгиев.
Тодор Петров Георгиев (роден на 21 август 1973 г.) е български актьор.

## Ранен живот
Завършил е актьорско майсторство за драматичен театър в НАТФИЗ „Кръстьо Сарафов“.

## Кариера на озвучаващ актьор
Георгиев се занимава с озвучаване на филми и сериали от края на 90-те години. Сред по-известните заглавия с негово участие са „Дързост и красота“, „Шеметен град“, „Смолвил“ (в първи и втори сезон), „Военни престъпления“, „Вероника Марс“, „Експериментът“, „В обувките на Сатаната“ (в първи и втори сезон) и „Отмъщението“ (дублаж на Андарта Студио), както и анимационни поредици като „Войната на зверовете“, „Х-Мен: Еволюция“ (дублаж на Имидж Продакшън/bTV), „Домът на Фостър за въображаеми приятели“, „Време за приключения“ и „Семейство Симпсън“ (от двайсет и седми сезон).
Той е гласът на телевизията Bulgaria on Air, собственик на дублажно студио „Имидж Продакшън“, а от втората половина на 2020 г. е режисьор на дублаж в „Саунд Сити Студио“.

## Други дейности
Георгиев е основател и бивш фронтмен на музикалната група „Ерекция“. По-късно качва свои авторски сингли в Youtube канала си X-Husband.
През 2012 г. основава частното учреждение Street Art Academy.

## Личен живот
Женен е за преводачката Виолета Георгиева и има две деца.